# Gibanje fokolarjev
Gibanje fokolarjev, tudi fokolarov, ognjiščarjev (ne gre zamenjevati s Prijatelji radia Ognjišče) znano tudi kot Marijino delo, je medversko laično etično gibanje, utemeljeno na univerzalnem bratstvu, ki ga je leta 1943 v Trentu ustanovila Chiara Lubich. 
Gibanje je v temeljih povezano s katoliško cerkvijo, hkrati pa ima močne povezave tudi z drugimi religijami in celo skupinami ateistov. 

## Ustanovitev
Leta 1943 je Chiara Lubich (1920-2008), ki je tedaj štela 23 let, delala kot učiteljica v osnovni šoli v Trentu. Bila je vpisana tudi na filozofsko fakulteto univerze v Benetkah. V času nasilja in uničenja med drugo svetovno vojno je v manjšem krogu vernih prijateljic spoznala, da je Bog edini ideal, za katerega je vredno živeti. Bog, ki je vseobsegajoča  ljubezen, je spremenil njen pogled na življenje in tudi življenja drugih, ki so prihajali v stik z njo. 
Smisel življenja od tedaj fokolarji vidijo v izpolnjevanju Jezusove molitve za edinost: »Da bi bili vsi eno« (Jn 17,21). Sčasoma so spoznali, da se božji načrt lahko uresniči na mnoge načine, tudi z delovanjem pod vodilom »zediniti in povezati vse ljudi«.

## Formacija
Leta 1947 je gibanje fokolarjev potrdil tedanji škof v Trentu, Carlo De Ferrari. Pasquale Foresi je bil prvi fokolar, ki je bil posvečen v duhovnika. 
Gibanje je danes prisotno in dejavno na mnogih področjih javnega in cerkvenega življenja. S svojstvenim prispevkom se zavzema za dialog znotraj katoliške Cerkve, kot tudi za vse bolj ploden ekumenski dialog med vsemi krščanskimi cerkvami in drugimi verstvi, pa tudi z ljudmi drugačnega prepričanja. Prizadeva pa si tudi za dialog z današnjo sodobno kulturo.

## Fokolarji v Italiji
Gibanje se je v Italiji močno razširilo in formiralo različne oblike verskega in družbenega udejstvovanja, kot so: 
- Movimento umanità nuova (gibanje novo človečnost), ki ga vodijo in usmerjajo prostovoljni animatorji (Volontari di Dio)
- Movimento famiglie nuove (gibanje nove družine)
- Movimento parrocchiale (župnijsko gibanje)
- Movimento diocesano (škofijsko gibanje)
- Movimento Gen (gibanje GEN - nova generacija), sestavni del tudi glasbeni skupini (GEN Rosso in GEN Verde)
- Movimento Gens
- Giovani per un mondo unito (mladi za enotnost sveta)
- Ragazzi per l'unità (otroci za enotnost)]
- Movimento politico per l'unità (politično gibanje za enotnost)
- založba Città Nuova izdaja istoimensko publikacijo fokolarjev »Novi svet«
- l'economia di comunione (ekonomija skupnosti)

## Fokolarji po svetu
Po letu 1956 se je gibanje iz Italije širilo po Evropi, tudi po republikah nekdanje Jugoslavije, na Madžarsko, v Bolgarijo, Romunijo, Moldavijo in celo Albanijo. Leta 1958 se je razširilo v Južno Ameriko in leta 1961 v Severno Ameriko, leta 1963 v Afriko, 1966 v Azijo in 1967 v Avstralijo, tako da je danes razširjeno v 182 državah ter ima več kot dva milijona pripadnikov in somišljenikov, od katerih je večina rimokatoličanov.

### Fokolarji v Sloveniji
Duhovnost s karizmo edinosti med ljudmi si je iz Italije ravno preko Slovenije utirala pot v druge dežele in narode jugovzhodne Evrope. Svež veter v Rimskokatoliški cerkvi, je po drugem vatikanskem koncilu sredi šestdesetih let minulega stoletja, zaradi delovanja med takratno mladino, duhovniki, redovniki in ljudmi vseh poklicev, vzbudil pozornost celo državnih organov varnosti, vendar pa niso mogli preprečiti širitve gibanja. 
Pod zaščito tedanjega ljubljanskega nadškofa Jožefa Pogačnika se je gibanje previdno, vendar neustavljivo širilo po mnogih slovenskih krajih, še posebno po odprtju moške skupnosti - fokolara leta 1966 in ženske  leta 1974 v Ljubljani.
Zaradi ugodnejših političnih razmer so se slovenski fokolarji dolga leta zbirali na Mariapolijih in drugih večjih srečanjih sprva v Italiji, nato pa na Hrvaškem. Leta 1983 je bil organiziran prvi slovenski Mariapoli v stiški opatiji, naslednje leto pa so bile v Bohinju prve Mariapoli počitnice, za katere je bila med drugim značilna močna mednarodna udeležba.
Še danes težko razumemo, da je Festival Ljubljana leta 1970 v Ljubljano uradno povabil mednarodno glasbeno skupino gibanja fokolarjev Gen Rosso, ki je imela v nabito polni dvorani Hale Tivoli odmeven koncert. Celo državna RTV Ljubljana je z Gen Rossom posnela in predvajala oddajo. Festival Ljubljana je tudi naslednje leto gostil Gen Rosso, koncerte so imeli v nabito polnih dvoranah Hale Tivoli v Ljubljani, Narodnega gledališča v Mariboru in na odprtem prizorišču Kulturnega doma v Desklah na Goriškem.
V različnih slovenskih samostanih in župniščih so se odvijala redna in občasna srečanja gibanja, vse do pomladi 1990, ko je bilo organizirano prvo javno srečanje gibanja z okoli osemsto udeleženci v Kinu Šiška v Ljubljani. V naslednjih letih so bila vse večja in številčnejša srečanja organizirana na Kodeljevem v Ljubljani, v Postojni, Logatcu, na Vrhniki in dvoranah javnih zavodov v Celju, Veržeju, na Mirenskem gradu in drugod.
Po osamosvojitvi Slovenije je prisotnost gibanja fokolarjev vidna v delovanju slovenske cerkve, pa tudi na mnogih drugih področjih civilne družbe. Tedanji ljubljanski nadškof in metropolit, sedanji kardinal Franc Rode je Chiari Lubich ob njenem obisku v Sloveniji leta 1999 podelil odličje sv. Cirila in Metoda, najvišje priznanje Cerkve na Slovenskem. Na srečanju s poslanci in poslankami v Državnem zboru pa se ji je z nagovorom za dragocen prispevek na družbenem področju zahvalil tudi takratni predsednik parlamenta dr. Janez Podobnik.
Najpomembnejši dogodek v zgodovini gibanja na Slovenskem pa je brez dvoma bilo srečanje z ustanoviteljico Chiaro Lubich, 14. aprila 1999 v polni cerkvi sv. Jožefa v Ljubljani.
Leta 1994 se je center fokolarjev za jugozahodno Evropo iz Ljubljane preselil v Križevce na Hrvaškem. 
Za člane gibanja, njihove prijatelje in somišljenike od leta 2002 v Planini deluje Center Mariapoli Spes - Upanje, občasni dom za duhovno poglabljanje, druženje in povezovanje s predstavniki in posamezniki tudi drugih krščanskih gibanj.

## Pomembni slovenski fokolarji
- Ivan Bregant